# Œuilly (Aisne)
Œuilly – miejscowość i gmina we Francji, w regionie Hauts-de-France, w departamencie Aisne.
Według danych na styczeń 2014 roku gminę zamieszkiwało 287 osób, a gęstość zaludnienia wynosiła 100 osób/km².